# فانتازیا ۱۲۲۴
سیارک ۱۲۲۴ (به انگلیسی: 1224 Fantasia، نامگذاری:1927SD) هزار و دویست و بیست و چهارمین سیارک کشف شده‌است که در ۲۹ اوت ۱۹۲۷ و در رصدخانه سایمیز کشف شد.
قدر مطلق سیارک برابر ۱۱٫۳۶ است.